# Йохан фон Салм-Грумбах
Йохан фон Салм-Грумбах (на немски: Johann von Salm-Grumbach; * 1582; † 19 януари 1630, Рейнграфенщайн) е граф на Салм и вилд- и Рейнграф в Грумбах и Рейнграфенщайн (до Бад Кройцнах в Рейнланд-Пфалц).

## Произход
Той е син на граф и вилд- и рейнграф Йохан Кристоф фон Даун-Грумбах (1555 – 1585) и съпругата му графиня Доротея фон Мансфелд-Айзлебен (1549 – 1581/1626), дъщеря на граф Йохан Георг I фон Мансфелд-Айзлебен (1515 – 1579) и графиня Катарина фон Мансфелд-Хинтерорт († 1582). Майка му Доротея се омъжва сл. 1585 г. втори път за Емих фон Даун, господар на Бреценхайм (* 23 декември 1563; † 4 ноември 1628).
Брат му Адолф (* 1585; † 15 април 1621) е удавен при Ебернберг.

## Фамилия
Йохан фон Салм-Грумбах се жени на 3 юли 1609 г. за графиня Анна Юлиана фон Мансфелд-Хинтерорт (* 5 април 1591; † 1626), дъщеря на граф Ернст VI фон Мансфелд-Хинтерорт (1561 – 1609) и вилд и рейнграфиня Юлиана фон Кирбург-Пютлинген (1551 – 1607). Те имат шест деца:
- Емих фон Салм-Грумбах (* 1612; † 2 август 1629)
- Доротея фон Салм-Грумбах (* 1613; † 161?), неомъжена
- Адолф фон Салм-Грумбах (* 1614; † 16 ноември 1668), вилд и рейнграф фон Даун-Кирбург-Грумбах-Рейнграфенщайн и Гревайлер-Щайн, женен 1640 г. за Анна Юлиана фон Салм-Даун-Щайн (* 1622; † 1669)
- Йохан Ернст фон Салм-Грумбах (* 1615; † 161?)
- Юлиана фон Салм-Грумбах (* 1616; † сл. 3 юли 1647), омъжена на 30 ноември 1641 г. (разделят още през 1641 г., развод на 18 ноември 1642 г.) в замък Биркенфелд за пфалцграф Георг фон Цвайбрюкен-Биркенфелд (* 6 август 1591; † 25 декември 1669)
- Йохан фон Салм-Грумбах († 1629)